# Sigehelm
Sigehelm († 933) war Bischof von Sherborne. Er wurde zwischen 918 und 925 zum Bischof geweiht und trat sein Amt im gleichen Zeitraum an. Er starb 933.